# حثرة رصاصية
الحثرة الرصاصية أو المدّيد (باللاتينية: Boerhavia plumbaginea) نوع نباتي من جنس الحثرة.

## الموئل والانتشار
موطنه بلاد الشام  وإسبانيا.

## الوصف النباتي
نبات عشبي.

## مرادفات للاسم العلمي
- (باللاتينية: Commicarpus africanus (Lour.) Dandy)
- (باللاتينية: Boerhavia africana Lour.)
- (باللاتينية: Commicarpus plumbagineus (Cav.) Standl.)